# 1996年大西洋飓风季时间轴

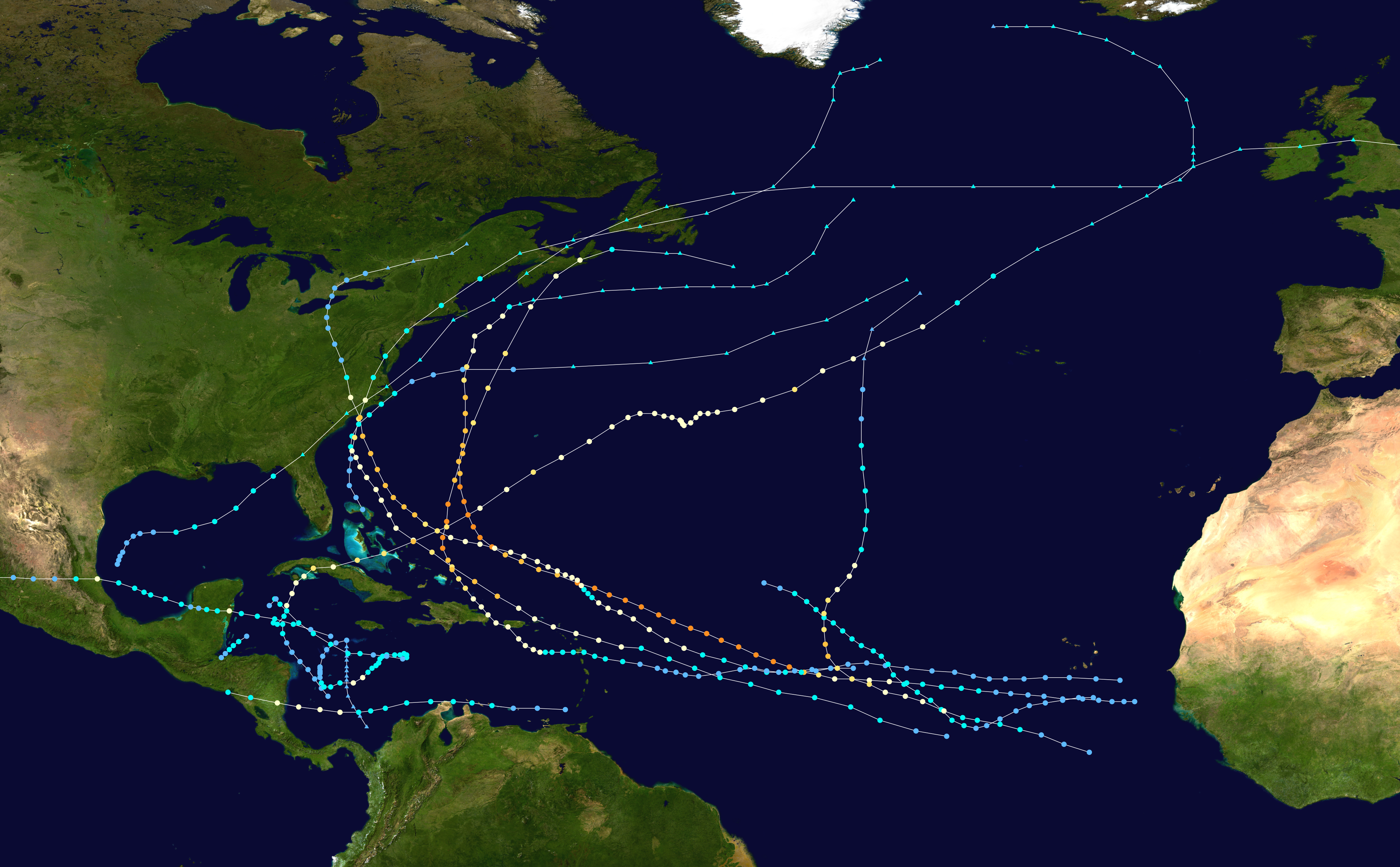
1996年大西洋飓风季所有风暴的路径图

1996年大西洋飓风季于1996年6月1日正式开始，同年11月30日结束，传统上这样的日期界定了一年中绝大多数热带气旋在大西洋盆地形成和发展的时间段。全季共形成13场命名风暴，其中9场达到飓风标准，6场成为大型飓风，分别是飓风伯莎、爱德华、弗兰、霍滕斯、伊西多尔和丽丽。这个时间轴中记录了全年大西洋所有热带或亚热带气旋形成、增强、减弱、登陆、转变成温带气旋以及消散的具体信息。还包括实际操作中没有发布的信息，如美国国家飓风中心在风暴过后进行的回顾。包括最大持续风速、位置、距离在内的所有数字都是经四舍五入换算成整数。
飓风塞萨尔、飓风弗兰和飓风霍滕斯是本季最具破坏性的风暴。其中飓风塞萨尔（进入东太平洋后得名飓风道格拉斯）对哥伦比亚北部和中美洲南部构成重创，夺走至少51条人命，是全季最致命的飓风。飓风弗兰对美国造成高达32亿美元的损失，还导致26人遇难，其中又以北卡罗莱纳州灾情最重。飓风霍滕斯在波多黎各西南部和多米尼加共和国东部产生倾盆大雨，造成21人丧生，经济损失1.27亿美元。1997年春，世界气象组织将这3个风暴的名称退役，今后永远都不会再在北大西洋热带气旋命名时采用。

## 风暴时间轴

### 6月
6月1日
- 协调世界时凌晨4点：1996年大西洋飓风季正式开始。

6月17日

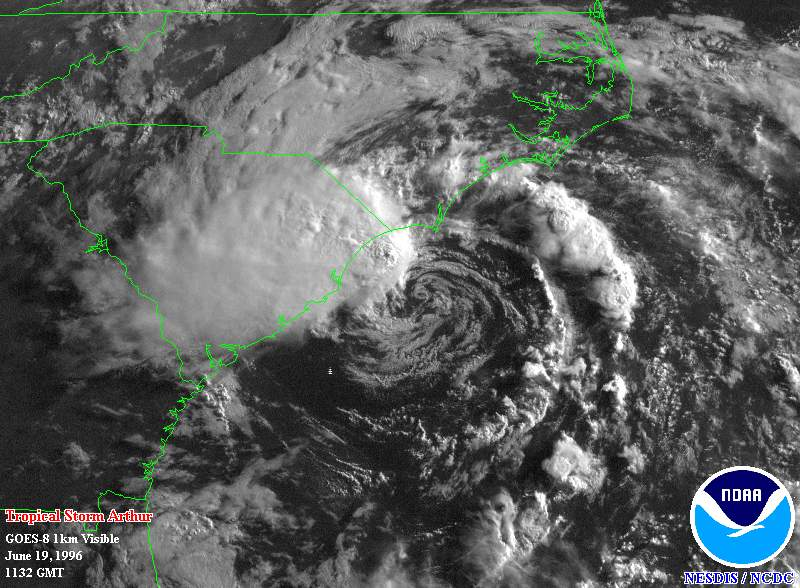
6月19日，即将登陆北卡罗莱纳州的热带风暴亚瑟。

- 下午16点：第一号热带低气压在大巴哈马岛东部近海形成。

6月19日
- 凌晨0点：第一号热带低气压增强成热带风暴亚瑟。

6月20日
- 凌晨0点：热带风暴亚瑟以风力时速65公里强度从了望岬（Cape Lookout）附近登陆北卡罗莱纳州外滩群岛。
- 中午12点：热带风暴亚瑟减弱成热带低气压。

6月21日
- 中午12点：热带低气压亚瑟在百慕大东北偏北方向约645公里海域转变成温带气旋。

### 7月
7月5日
- 凌晨0点：第二号热带低气压在大西洋盆地中南部形成。
- 中午12点：第二号热带低气压强化成热带风暴伯莎。

7月7日

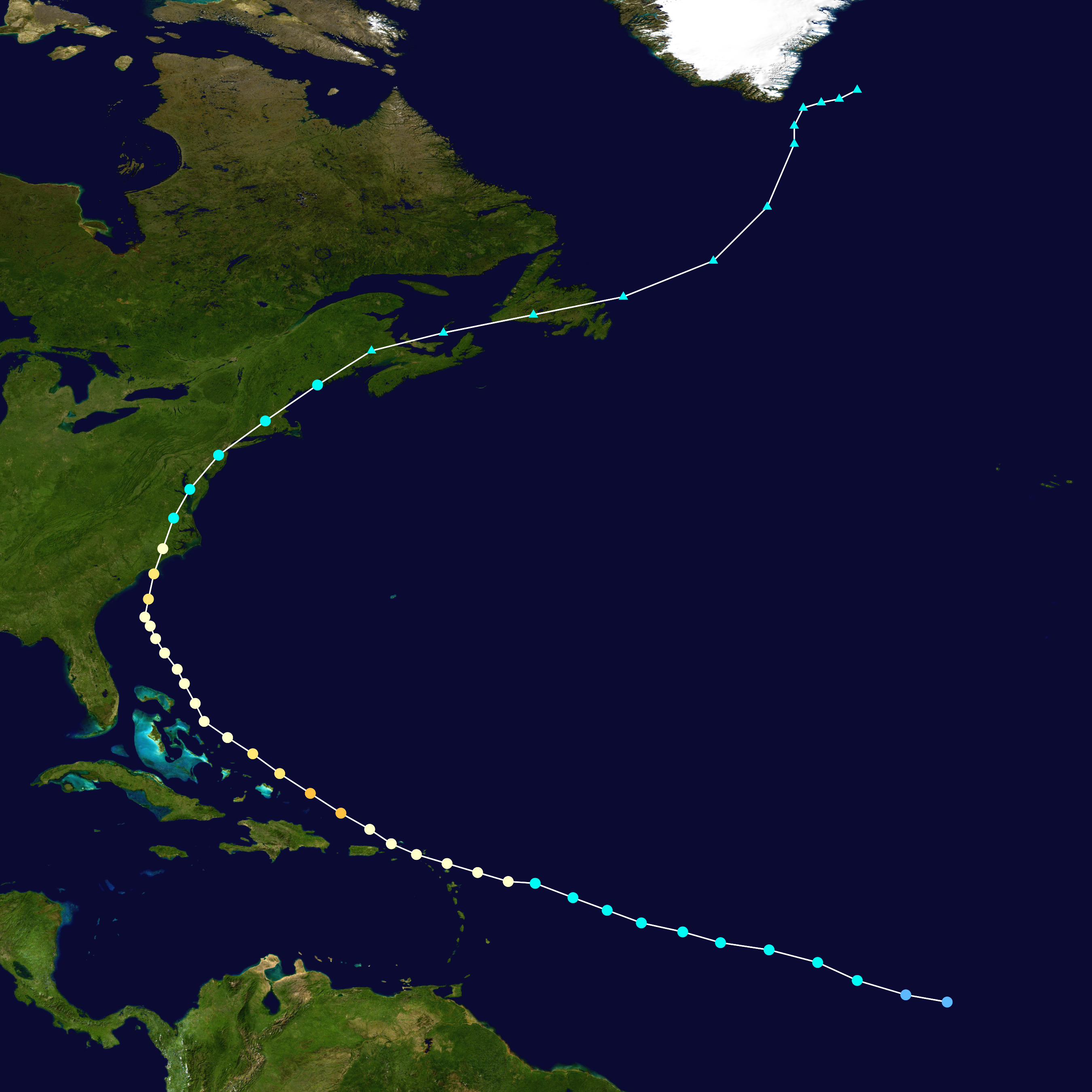
飓风伯莎的移动路线

- 下午18点：热带风暴伯莎在行经背风群岛和维尔京群岛期间成为本季首场飓风。

7月9日
- 早上6点：飓风伯莎成为全季首场大型飓风。
- 下午18点：飓风伯莎的强度回落到二级标准。

7月10日
- 早上6点：飓风伯莎减弱成一级飓风。

7月12日
- 中午12点：飓风伯莎再达二级强度。
- 晚上20点：飓风伯莎以风速每小时170公里强度从北卡罗莱纳州新汉诺威县的赖茨维尔和彭德县的桅帆（Topsail）海滩间登陆。

7月13日
- 凌晨0点：飓风伯莎弱化成一级飓风。
- 早上6点：飓风伯莎降级成热带风暴。

7月14日
- 中午12点：热带风暴伯莎在新不伦瑞克附近转变成温带气旋。

7月24日

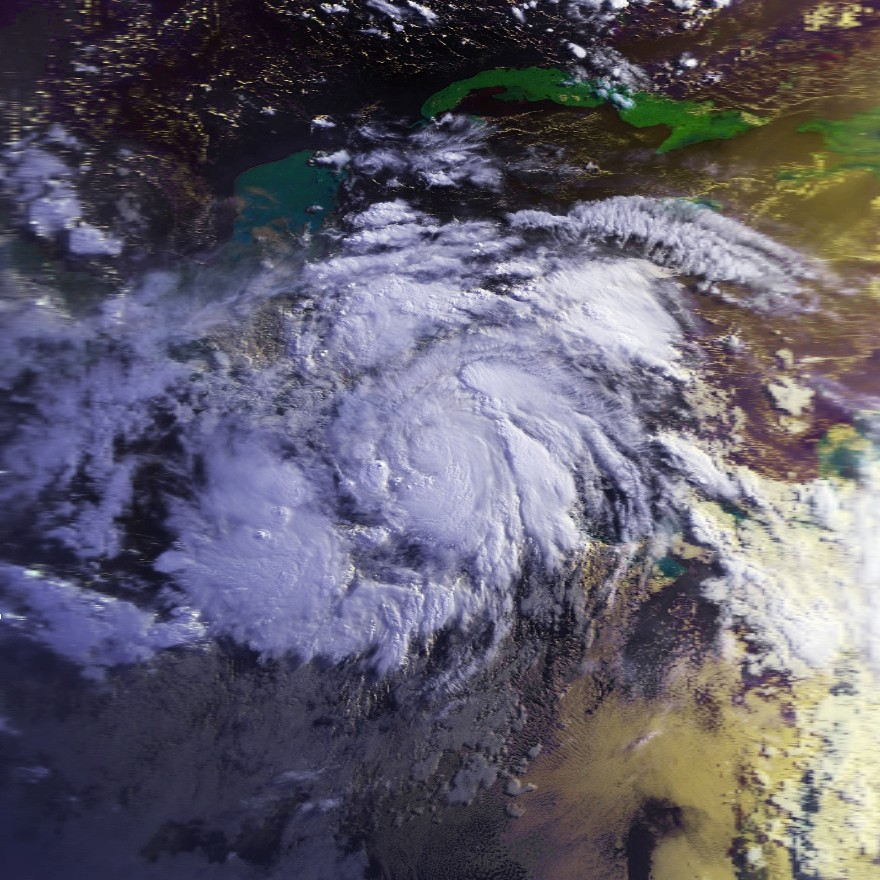
飓风塞萨尔登陆尼加拉瓜

- 下午18点：第三号热带低气压在玛格丽塔岛以北近海形成。

7月25日
- 中午12点：第三号热带低气压升级成热带风暴塞萨尔。

7月27日
- 中午12点：热带风暴塞萨尔达到飓风强度。

7月28日
- 凌晨4点：飓风塞萨尔以风力时速135公里强度从尼加拉瓜布卢菲尔兹以北不远处登陆。
- 中午12点：飓风塞萨尔降级成热带风暴。

7月29日
- 凌晨0点：热带风暴塞萨尔穿越尼加拉瓜进入东太平洋，成为热带风暴道格拉斯。

### 8月
8月19日

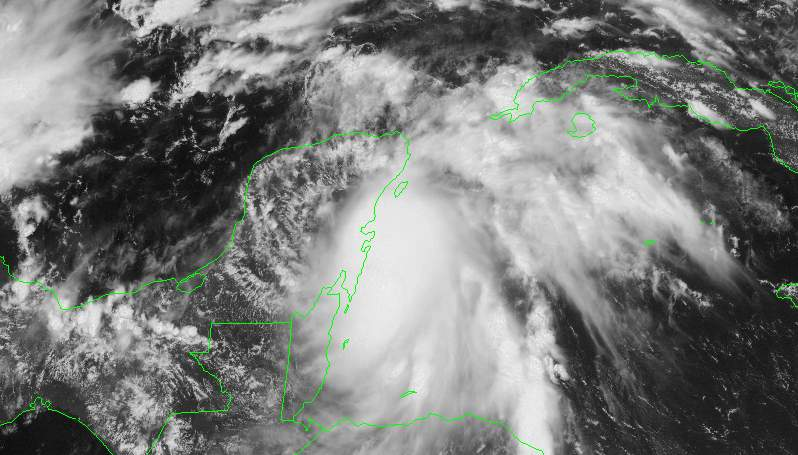
即将登陆尤卡坦半岛的飓风多莉

- 早上6点：第四号热带低气压在加勒比海西北部发展形成。
- 下午18点：第四号热带低气压强化成热带风暴多莉。
- 下午18点：第五号热带低气压在塞内加尔/几内亚比索边界以西约160公里洋面形成。

8月20日
- 下午17点30分：热带风暴多莉增强成飓风，并以风速每小时120公里强度从艾莱罗岬（Punta Herrero）附近登陆墨西哥。

8月21日
- 凌晨0点：飓风多莉降级成热带风暴。
- 中午12点：热带风暴多莉弱化成热带低气压。

8月22日
- 凌晨0点：热带低气压多莉再度达到热带风暴强度。
- 早上6点：第五号热带低气压成为热带风暴并获名“爱德华”（Edouard）。

8月23日
- 中午12点：热带风暴多莉增强成飓风，并以风力时速130公里强度从坦皮科和图斯潘之间登陆。
- 中午12点：热带风暴爱德华达到飓风标准。
- 中午12点：第六号热带低气压在佛得角群岛东南近海形成。
- 下午18点：飓风多莉降级成热带风暴。

8月24日
- 凌晨0点：热带风暴多莉减弱成热带低气压。

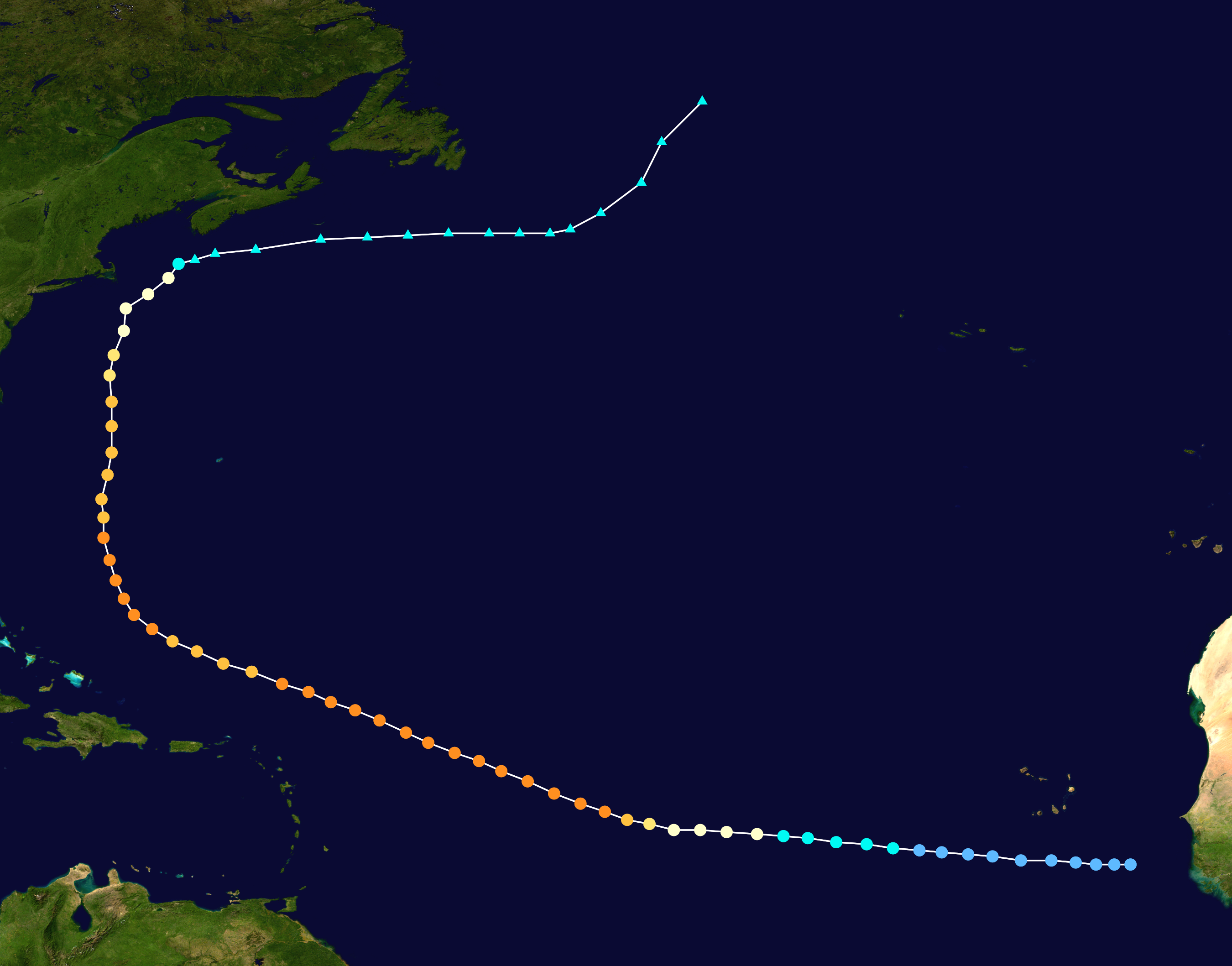
飓风爱德华的移动路线

- 中午12点：飓风爱德华达到二级标准。
- 下午18点：飓风爱德华成为大型飓风。

8月25日
- 凌晨0点：飓风爱德华强化成四级飓风。
- 早上6点：热带低气压多莉在东太平洋上空消散。
- 早上6点：飓风爱德华达到风力时速230公里，最低气压933毫巴（百帕）的最高强度，成为本季最强风暴。

8月26日
- 凌晨0点：第七号热带低气压在佛得角群岛以南海域发展形成。

8月27日
- 中午12点：第六号热带低气压增强成热带风暴弗兰。

8月28日
- 早上6点：第七号热带低气压升级成热带风暴古斯塔夫。
- 中午12点：飓风爱德华的强度回落到三级飓风标准。

8月29日
- 中午12点：飓风爱德华再次成为四级飓风。

8月30日
- 凌晨0点：热带风暴弗兰达到飓风强度。
- 下午18点：飓风弗兰降级成热带风暴。

8月31日
- 凌晨0点：飓风爱德华再次减弱成三级飓风。
- 中午12点：热带风暴弗兰重返飓风强度。

### 9月
9月1日

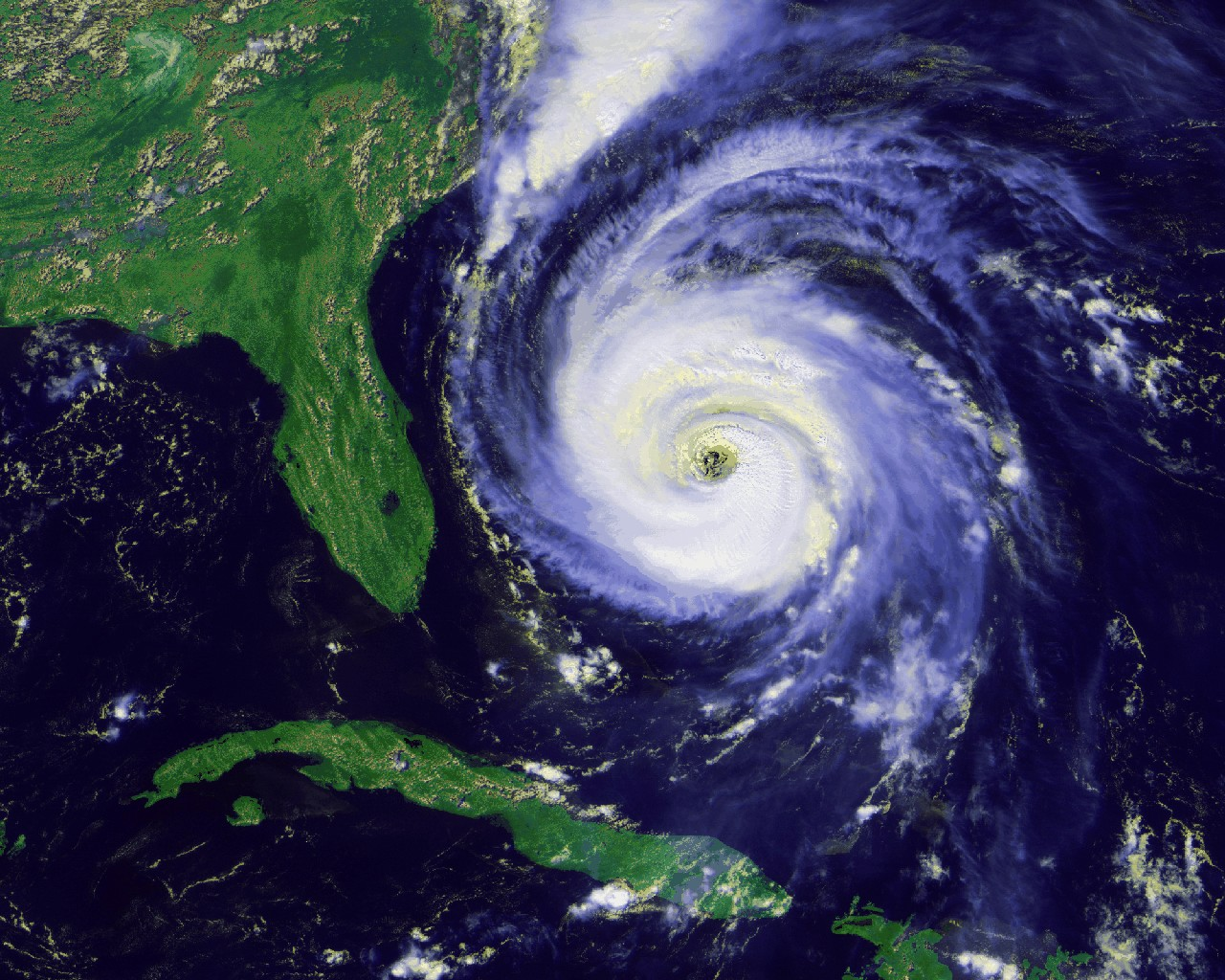
正处最高强度的飓风弗兰

- 中午12点：飓风爱德华弱化成二级飓风。
- 下午18点：热带风暴古斯塔夫退化成热带低气压。

9月2日
- 凌晨0点：飓风爱德华减弱成一级飓风。
- 早上6点：热带低气压古斯塔夫消散。

9月3日
- 凌晨0点：飓风爱德华降级成热带风暴。
- 早上6点：热带风暴爱德华在缅因州和加拿大边境东南偏南方向约160公里洋面转变成温带气旋。
- 中午12点：第八号热带低气压在背风群岛和塞内加尔之间的中途海域附近形成。
- 下午18点：飓风弗兰的强度达到二级水平。

9月4日
- 早上6点：飓风弗兰成为大型飓风。

9月6日
- 凌晨0点30分：飓风弗兰以风速每小时185公里强度从恐怖角（Cape Fear）附近登陆北卡罗莱纳州。
- 早上6点：飓风弗兰急剧减弱成一级飓风。
- 中午12点：飓风弗兰弱化成热带风暴。
- 下午18点：热带风暴弗兰降级成热带低气压。

9月7日

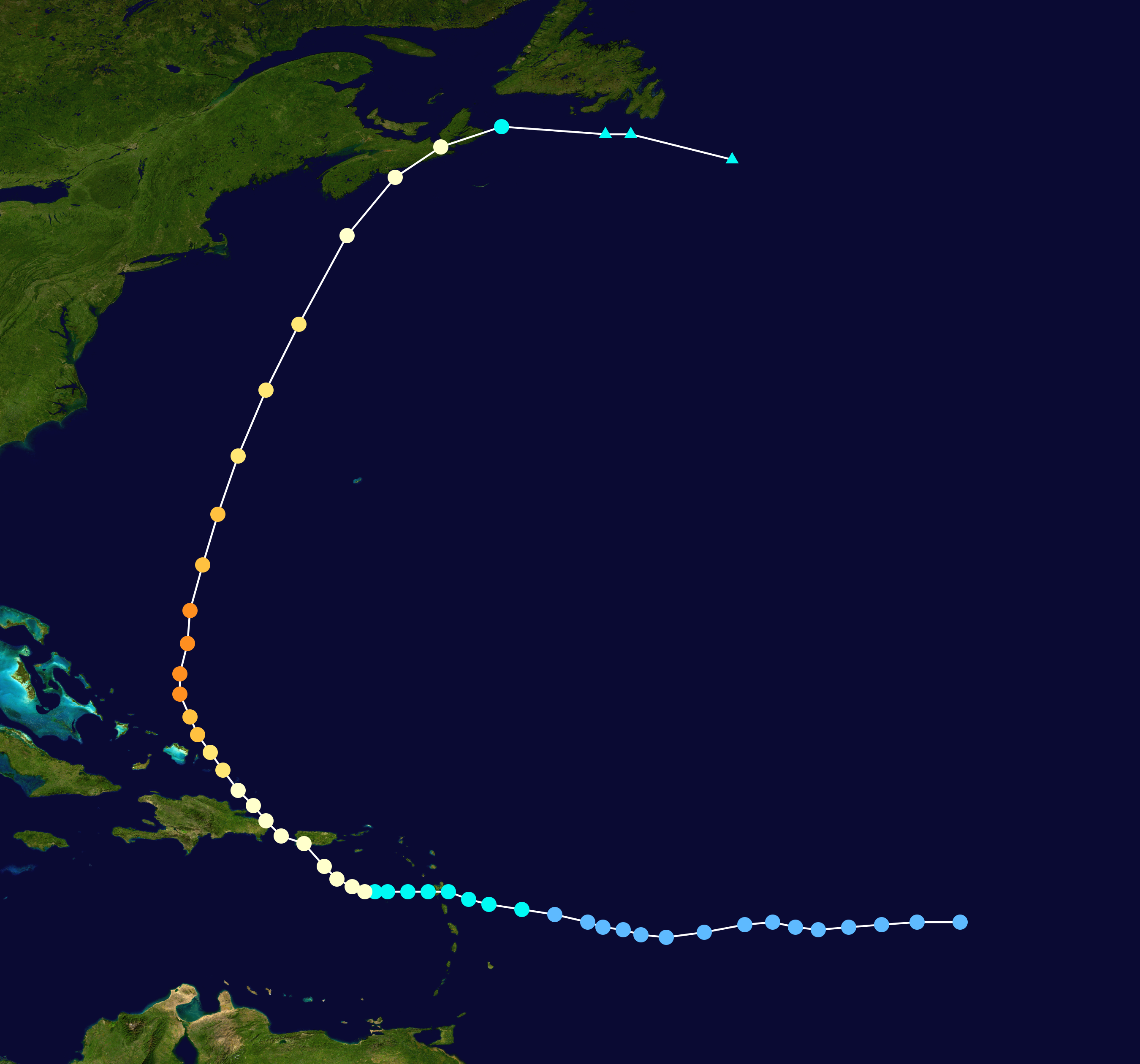
飓风霍滕斯的前进路线

- 早上6点：第八号热带低气压升级成热带风暴霍滕斯。

9月9日
- 凌晨0点：热带低气压弗兰在安大略南部转变成温带气旋。
- 早上6点：热带风暴霍滕斯达到飓风标准。

9月10日
- 早上6点：飓风霍滕斯以风力时速130公里时速从瓜尼卡附近登陆。

9月11日
- 中午12点：飓风霍滕斯成为二级飓风。

9月12日
- 凌晨0点：飓风霍滕斯达到大型飓风标准。
- 中午12点：飓风霍滕斯达到四级飓风强度。

9月13日
- 中午12点：飓风霍滕斯的强度回落到三级水平。

9月14日
- 凌晨0点：飓风霍滕斯减弱成二级飓风。
- 下午18点：飓风霍滕斯弱化成一级飓风。

9月15日
- 凌晨3点：飓风霍滕斯以几速每小时130公里强度登陆新斯科舍。
- 中午12点：飓风霍滕斯降级成热带风暴。
- 下午18点：热带风暴霍滕斯在纽芬兰岛以南近海转变成温带气旋。

9月24日

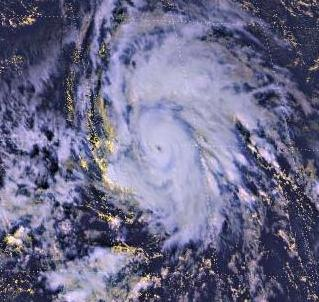
即将达到最高强度的飓风伊西多尔

- 中午12点：第九号热带低气压在佛得角圣地亚哥岛以南约150公里海域发展形成。

9月25日
- 早上6点：第九号热带低气压升级成热带风暴伊西多尔。

9月26日
- 早上6点：热带风暴伊西多尔达到飓风强度。

9月27日
- 早上6点：飓风伊西多尔达到二级强度标准。

9月28日
- 凌晨0点：飓风伊西多尔成为大型飓风。
- 中午12点：飓风伊西多尔的强度回落到二级水平。

9月29日
- 早上6点：飓风伊西多尔减弱成一级飓风。

9月30日
- 凌晨0点：飓风伊西多尔降级成热带风暴。

### 10月
10月1日
- 中午12点：热带风暴伊西多尔退化成热带低气压。

10月2日
- 凌晨0点：热带低气压伊西多尔转变成温带气旋。

10月4日

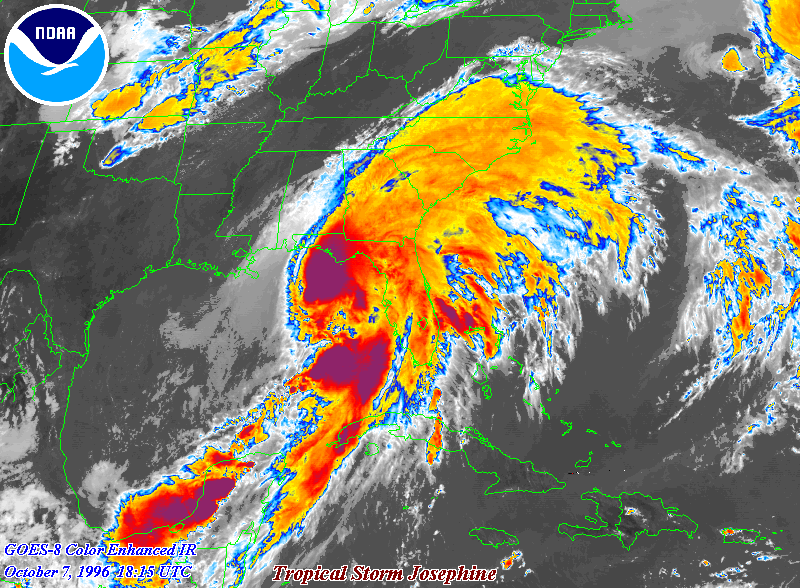
正处最高强度的热带风暴约瑟芬

- 下午18点：第十号热带低气压在塔毛利帕斯州/韦拉克鲁斯州边境以东约110公里洋面形成

10月6日
- 下午18点：第十号热带低气压升级成热带风暴约瑟芬。

10月8日
- 凌晨3点30分：热带风暴约瑟风以风速每小时110公里强度从佛罗里达州泰勒县附近登陆。
- 早上6点：热带风暴约瑟夫在乔治亚州/佛罗里达州边境沿线转变成温带气旋。

10月11日
- 中午12点：第十一号热带低气压在伯利兹和天鹅群岛之间的中途海域附近形成。
- 下午18点：第十一号热带低气压升级成热带风暴凯尔。

10月12日
- 中午12点：热带风暴凯尔降级成热带低气压。
- 下午18点：热带低气压凯尔以风力时速50公里强度从危地马拉/洪都拉斯边境附近登陆。

10月13日

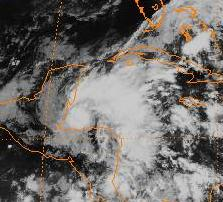
热带风暴凯尔

- 凌晨0点：热带低气压凯尔在登陆点附近消散。

10月14日
- 中午12点：第十二号热带低气压在尼加拉瓜以东近海形成。

10月16日
- 早上6点：第十二号热带低气压升级成热带风暴丽丽。

10月17日
- 中午12点：热带风暴丽丽达到飓风标准。

10月18日
- 上午9点30分：飓风丽丽增强为二级飓风，并以风速每小时160公里强度登陆薩帕塔半島。
- 下午18点：飓风丽丽减弱成一级飓风。

10月19日
- 凌晨0点：飓风丽丽再次达到二级飓风强度。
- 中午12点：飓风丽丽成为大型飓风。
- 下午18点：飓风丽丽的强度回落到二级标准。

10月20日

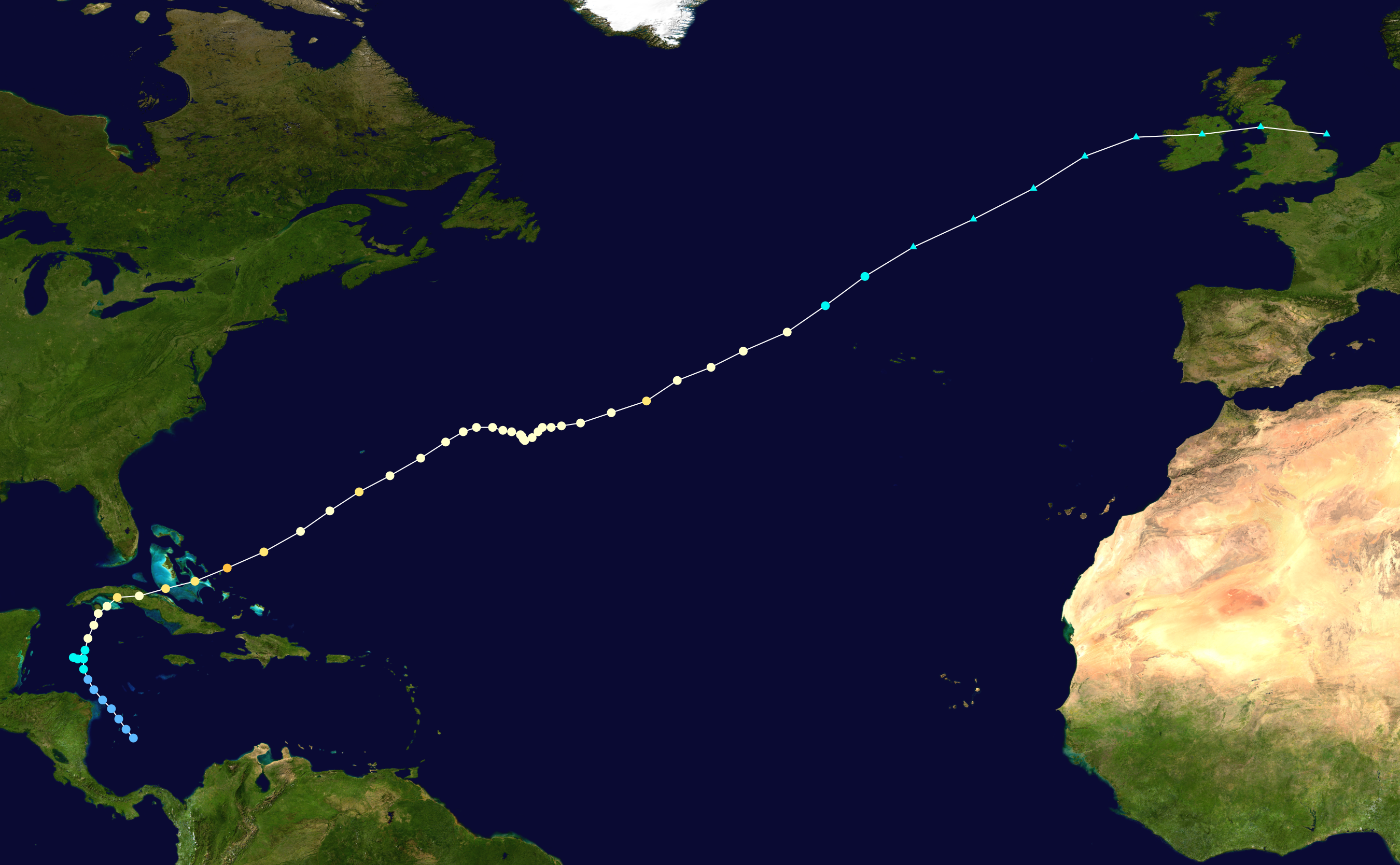
飓风丽丽的移动路径

- 凌晨0点：飓风丽丽弱化成一级飓风。
- 中午12点：飓风丽丽第三次增强成二级飓风。
- 下午18点：飓风丽丽再次减弱成一级飓风。

10月25日
- 中午12点：飓风丽丽第四度达到二级飓风标准。
- 下午18点：飓风丽丽减弱成一级飓风。

10月26日
- 下午18点：飓风丽丽降级成热带风暴。

10月27日
- 早上6点：热带风暴丽丽在亚速尔群岛西北偏北方向约550公里洋面转变成温带气旋。

### 11月
11月16日
- 下午18点：第十三号热带低气压在牙买加以南海域发展形成。

11月19日
- 早上6点：第十三号热带低气压升级成热带风暴马可。

11月20日

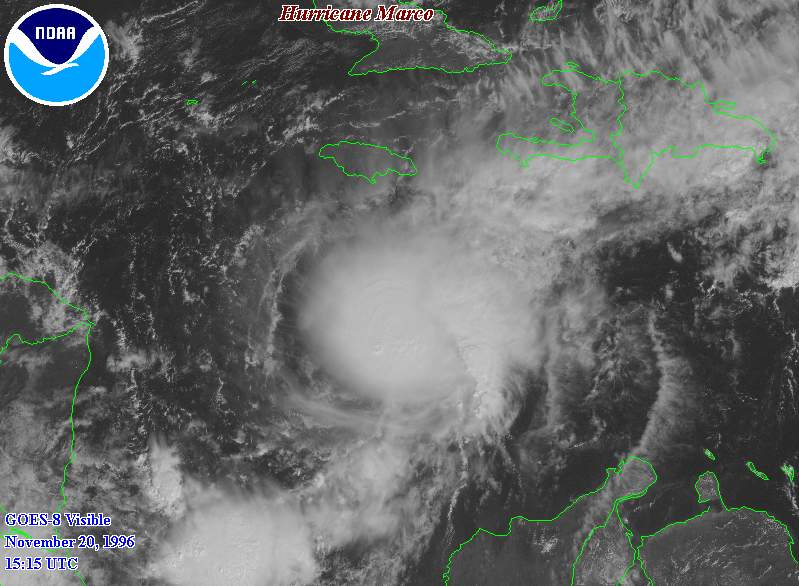
位于加勒比海的飓风马可

- 早上6点：热带风暴马可达到飓风标准。
- 下午18点：飓风马可降级成热带风暴。

11月23日
- 下午18点：热带风暴马可退化成热带低气压。

11月24日
- 中午12点：热带低气压马可再次达到热带风暴强度。

11月26日
- 中午12点：热带风暴马可弱化成热带低气压。
- 下午18点：热带低气压马可在青年岛西南方向约160公里洋面消散。

11月30日
- 凌晨3点59分：1996年大西洋飓风季正式结束。